# عبد الله بن السندي
عبد الله بن الحسن، المعروف بابن السندي: من أهل وشقة؛ يكنى: أبا محمد.

## أخباره
سمع بقرطبة، ورحل فلقي بإفريقية يحيى بن عمر، وحمل عنه موطأ مالك رواية ابن بكير، وانصرف إلى بلده فكان عظيم الوجاهة فيه. واستقضاه أمير المؤمنين عبد الرحمن بن محمد على وشقة وما والاها. وهو يقرأ عليه ويسمع منه.
وذُكر أنه كان منسوباً إلى الكبر؛ مزهوا شديد العصبية للمولدين. منتقضا للعرب، حافظا لمثالها.

## وفاته
قال الرازي: توفي في أول يوم من ذي الحجة سنة 335هـ.